# Classe Número 13
A Classe Número 13 (十三号型戦艦) foi uma classe de couraçados planejados pela Marinha Imperial Japonesa, composta por quatro embarcações chamadas apenas de Número 13 a Número 16. Tinham a intenção de reforçar a chamada "Frota Oito-Oito", formada por oito couraçados e oito cruzadores de batalha. A classe foi encomendada depois dos Estados Unidos terem anunciado em 1919 um grande programa de construção naval, tendo sido projetada para ser superior a quaisquer outros couraçados no mundo. Os trabalhos foram suspensos pela assinatura do Tratado Naval de Washington em 1922 e os navios canceladas em novembro de 1923, antes que as obras tivessem começado.
Os couraçados da Classe Número 13, como originalmente projetados, seriam armados com uma bateria principal de oito canhões de 460 milímetros montados em quatro torres de artilharia duplas. Teriam um comprimento de fora a fora de 274 metros, uma boca de trinta metros, uma calado de quase dez metros e um deslocamento de 47,5 mil toneladas. Seus sistemas de propulsão seriam compostos por 22 caldeiras a óleo combustível que alimentariam quatro conjuntos de turbinas a vapor, que por sua vez girariam quatro hélices até uma velocidade máxima de trinta nós (56 quilômetros por hora). Os navios teriam um cinturão principal de blindagem cuja espessura máxima seria de 330 milímetros.

## Antecedentes
Em 1918, a Marinha Imperial Japonesa tinha conseguido aprovação para a chamada "Frota Oito-Oito", composta por oito couraçados e oito cruzadores de batalha, todos os navios com menos de oito anos de idade. Entretanto, ter encomendado quatro grandes couraçados mais quatro cruzadores de batalha colocou um enorme fardo econômico sobre o Japão, que na época estava gastando por volta de um terço do orçamento nacional apenas na marinha. Mesmo assim, a Marinha Imperial conseguiu a aprovação em 1920 de uma frota "Oito-Oito-Oito" depois dos Estados Unidos terem anunciado no ano anterior sua intenção de reiniciar um plano para possuírem mais dez novos couraçados e seis cruzadores de batalha. A resposta japonesa foi planejar a construção de mais oito couraçados das Classes Kii e Número 13.
Os japoneses, ao projetarem novos navios, seguiam a mesma doutrina que tinham usado desde a Primeira Guerra Sino-Japonesa de 1894–1895, que era de compensar inferioridade quantitativa com superioridade qualitativa. Segundo o historiador naval Siegfried Breyer, caso os navios da Classe Número 13 tivessem sido completados, "eles teriam sido os maiores e mais poderosos couraçados do mundo. Apenas o calibre de suas armas teria causado uma corrida naval nova e mais intensa. Do ponto de vista da engenharia eles estavam mais de dez anos à frente de seu tempo, pois anteciparam as características do totalmente desenvolvido couraçado rápido". Os arquitetos e historiadores navais William H. Garzke e Robert O. Dulin concordaram, afirmando que "estes navios teriam superado qualquer couraçado europeu".
A Classe Número 13 foi projetada pelo capitão Yuzuru Hiraga, o mesmo arquiteto naval responsável pela maioria dos navios capitais japoneses anteriores. As embarcações foram baseadas na predecessora Classe Kii e nos cruzadores de batalha da Classe Amagi, porém aumentadas de tamanho para receberem canhões de 460 milímetros.

## Características
Os navios da Classe Número 13 teriam 259,1 metros de comprimento entre perpendiculares, 274,4 metros de comprimento de fora a fora, boca de 30,8 metros e calado de 9,8 metros. Seu deslocamento normal seria de 47,5 mil toneladas. O sistema de propulsão dos navios consistiria de quatro conjuntos de turbinas a vapor Gijutsu-Hombu, cada uma girando uma hélice. Essas turbinas foram projetadas para produzirem 1uma potência indicada de 150 mil cavalos-vapor (110 mil quilowatts) usando o vapor proporcionado por 22 caldeiras Kampon. Estas seriam alimentadas pela queima de óleo combustível. Sua velocidade máxima seria de trinta nós (56 quilômetros por hora].
O armamento principal seria de oito canhões calibre 50 de 460 milímetros montados em quatro torres de artilharia duplas, duas na frente e duas atrás da superestrutura, em ambos os casos com uma sobreposta à outra. Nenhum exemplo dessa arma chegou a ser construída, porém foi planejado que elas disparariam projéteis de 1 550 quilogramas a uma velocidade de saída de oitocentos metros por segundo. A bateria secundária consistiria em dezesseis canhões calibre 50 de 140 milímetros montados em casamatas na superestrutura. Seriam armas manuais com alcance máximo de 19,75 quilômetros a uma elevação de 35 graus e cadência de tiro de até dez disparos por minuto. As defesas antiaéreas teriam quatro ou oito canhões calibre 45 de 120 milímetros montados ao redor da chaminé. Estas teriam uma elevação máxima de 75 graus e cadência de tiro de dez a onze disparos por minuto. Seus projéteis pesariam 20,41 quilogramas, teriam uma velocidade de saída de 825 a 830 metros por segundo e uma altura máxima de disparo de dez quilômetros. A Classe Número 13 também receberia oito tubos de torpedo de 610 milímetros acima da linha d'água, quatro de cada lado.
As embarcações teriam sido protegidas por um cinturão de blindagem na linha d'água de 330 milímetros de espessura que, assim como na Classe Kii, seria angulado em quinze graus para fora no topo a fim de aumentar a resistência contra penetração a curta distância. A blindagem do convés seria de 127 milímetros.

## História
Os navios nunca receberam nomes e teriam sido construídos pelo Arsenal Naval de Yokosuka, Arsenal Naval de Kure, Mitsubishi e Kawasaki. O Japão, junto com Estados Unidos e Reino Unido, anunciaram programas de construção de grandes navios capitais depois da Primeira Guerra Mundial, incorporando as lições aprendidas na guerra. Essas embarcações seriam maiores e mais caras que anteriores, assim o presidente estadunidense Warren G. Harding convocou conferência em Washington para o final de 1921 com o objetivo de impedir uma nova corrida armamentista. Os participantes da conferência concordaram em limitar a construção de navios capitais pela década seguinte e desmontar grandes números de embarcações existentes, assim como muitas ainda em construção. O Japão suspendeu a Classe Número 13 enquanto a conferência ainda estava em andamento e ela foi formalmente cancelada em 19 de novembro de 1923. As construções estavam programadas para começar em 1922 e terminar em 1927.